# Lutte aux Jeux olympiques d'été de 1992
Navigation
Séoul 1988 Atlanta 1996
Lutte aux Jeux olympiques d'été de 1992.

## Tableau des médailles pour la lutte
| Rang | Pays                        | Médaille d'or | Médaille d'argent | Médaille de bronze | Total |
| ---- | --------------------------- | ------------- | ----------------- | ------------------ | ----- |
| 1    | Équipe unifiée de l’ex-URSS | 6             | 5                 | 5                  | 16    |
| 2    | États-Unis                  | 3             | 3                 | 2                  | 8     |
| 3    | Corée du Sud                | 2             | 1                 | 1                  | 4     |
| 4    | Cuba                        | 2             | 0                 | 3                  | 5     |
| 5    | Corée du Nord               | 2             | 0                 | 1                  | 3     |
| 6    | Hongrie                     | 2             | 0                 | 0                  | 2     |
| 7    | Turquie                     | 1             | 2                 | 1                  | 4     |
| 8    | Allemagne                   | 1             | 2                 | 0                  | 3     |
| 9    | Norvège                     | 1             | 0                 | 0                  | 1     |
| 10   | Pologne                     | 0             | 2                 | 0                  | 2     |
| 11   | Iran                        | 0             | 1                 | 2                  | 3     |
| 12   | Bulgarie                    | 0             | 1                 | 1                  | 2     |
| 12   | Suède                       | 0             | 1                 | 1                  | 2     |
| 14   | Canada                      | 0             | 1                 | 0                  | 1     |
| 14   | Italie                      | 0             | 1                 | 0                  | 1     |
| 16   | Chine                       | 0             | 0                 | 1                  | 1     |
| 16   | Japon                       | 0             | 0                 | 1                  | 1     |
| 16   | Roumanie                    | 0             | 0                 | 1                  | 1     |

## Lutte libre

### Poids super-mouche, -48 kg
| Médaille           | Nom           | Pays                        |
| ------------------ | ------------- | --------------------------- |
| Médaille d'or      | Kim Il        | Corée du Nord               |
| Médaille d'argent  | Kim Jong-shin | Corée du Sud                |
| Médaille de bronze | Vüqar Orucov  | Équipe unifiée de l’ex-URSS |

### Poids mouche, 48-52 kg
| Médaille           | Nom               | Pays          |
| ------------------ | ----------------- | ------------- |
| Médaille d'or      | Li Hak-son        | Corée du Nord |
| Médaille d'argent  | Zeke Jones        | États-Unis    |
| Médaille de bronze | Valentin Yordanov | Bulgarie      |

### Poids coq, 52-57 kg
| Médaille           | Nom              | Pays                        |
| ------------------ | ---------------- | --------------------------- |
| Médaille d'or      | Alejandro Puerto | Cuba                        |
| Médaille d'argent  | Siarhei Smal     | Équipe unifiée de l’ex-URSS |
| Médaille de bronze | Kim Yong-sik     | Corée du Nord               |

### Poids plume, 57-62 kg
| Médaille           | Nom                | Pays       |
| ------------------ | ------------------ | ---------- |
| Médaille d'or      | John Smith         | États-Unis |
| Médaille d'argent  | Askari Mohammadian | Iran       |
| Médaille de bronze | Lázaro Reinoso     | Cuba       |

### Poids légers, 62-68 kg
| Médaille           | Nom             | Pays                        |
| ------------------ | --------------- | --------------------------- |
| Médaille d'or      | Arsen Fadzaev   | Équipe unifiée de l’ex-URSS |
| Médaille d'argent  | Valentin Getzov | Bulgarie                    |
| Médaille de bronze | Kosei Akaishi   | Japon                       |

### Poids mi-moyens, 68-74 kg
| Médaille           | Nom                      | Pays         |
| ------------------ | ------------------------ | ------------ |
| Médaille d'or      | Park Jang-soon           | Corée du Sud |
| Médaille d'argent  | Kenny Monday             | États-Unis   |
| Médaille de bronze | Amir Reza Khadem Azgadhi | Iran         |

### Poids moyens, 74-82 kg
| Médaille           | Nom                  | Pays                        |
| ------------------ | -------------------- | --------------------------- |
| Médaille d'or      | Kevin Jackson        | États-Unis                  |
| Médaille d'argent  | Elmadi Jabrailov     | Équipe unifiée de l’ex-URSS |
| Médaille de bronze | Rasul Khadem Azgadhi | Iran                        |

### Poids mi-lourds, 82-90 kg
| Médaille           | Nom                  | Pays                        |
| ------------------ | -------------------- | --------------------------- |
| Médaille d'or      | Makharbek Khadartsev | Équipe unifiée de l’ex-URSS |
| Médaille d'argent  | Kenan Şimşek         | Turquie                     |
| Médaille de bronze | Christopher Campbell | États-Unis                  |

### Poids lourds, 90-100 kg
| Médaille           | Nom           | Pays                        |
| ------------------ | ------------- | --------------------------- |
| Médaille d'or      | Leri Khabelov | Équipe unifiée de l’ex-URSS |
| Médaille d'argent  | Heiko Balz    | Allemagne                   |
| Médaille de bronze | Ali Kayalı    | Turquie                     |

### Poids super-lourds, 100-130 kg
| Médaille           | Nom                 | Pays                        |
| ------------------ | ------------------- | --------------------------- |
| Médaille d'or      | Bruce Baumgartner   | États-Unis                  |
| Médaille d'argent  | Jeffrey Thue        | Canada                      |
| Médaille de bronze | David Gobedjichvili | Équipe unifiée de l’ex-URSS |

## Lutte Gréco-Romaine

### Poids super-mouche, -48 kg
| Médaille           | Nom             | Pays                        |
| ------------------ | --------------- | --------------------------- |
| Médaille d'or      | Oleh Kucherenko | Équipe unifiée de l’ex-URSS |
| Médaille d'argent  | Vincenzo Maenza | Italie                      |
| Médaille de bronze | Wilber Sánchez  | Cuba                        |

### Poids mouche, 48-52 kg
| Médaille           | Nom                  | Pays                        |
| ------------------ | -------------------- | --------------------------- |
| Médaille d'or      | Jon Rønningen        | Norvège                     |
| Médaille d'argent  | Alfred Ter-Mkrtchyan | Équipe unifiée de l’ex-URSS |
| Médaille de bronze | Min Kyung-Kap        | Corée du Sud                |

### Poids coq, 52-57 kg
| Médaille           | Nom          | Pays         |
| ------------------ | ------------ | ------------ |
| Médaille d'or      | An Han-Bong  | Corée du Sud |
| Médaille d'argent  | Rifat Yildiz | Allemagne    |
| Médaille de bronze | Sheng Zetian | Chine        |

### Poids plume, 57-62 kg
| Médaille           | Nom              | Pays                        |
| ------------------ | ---------------- | --------------------------- |
| Médaille d'or      | Akif Pirim       | Turquie                     |
| Médaille d'argent  | Serguei Martynov | Équipe unifiée de l’ex-URSS |
| Médaille de bronze | Juan Marén       | Cuba                        |

### Poids légers, 62-68 kg
| Médaille           | Nom                | Pays                        |
| ------------------ | ------------------ | --------------------------- |
| Médaille d'or      | Attila Repka       | Hongrie                     |
| Médaille d'argent  | Islam Dougoutchiev | Équipe unifiée de l’ex-URSS |
| Médaille de bronze | Rodney Smith       | États-Unis                  |

### Poids mi-moyens, 68-74 kg
| Médaille           | Nom                   | Pays                        |
| ------------------ | --------------------- | --------------------------- |
| Médaille d'or      | Mnatsakan Iskandarian | Équipe unifiée de l’ex-URSS |
| Médaille d'argent  | Józef Tracz           | Pologne                     |
| Médaille de bronze | Torbjörn Kornbakk     | Suède                       |

### Poids moyens, 74-82 kg
| Médaille           | Nom                  | Pays                        |
| ------------------ | -------------------- | --------------------------- |
| Médaille d'or      | Peter Farkas         | Hongrie                     |
| Médaille d'argent  | Piotr Stępień        | Pologne                     |
| Médaille de bronze | Daoulet Tourlykhanov | Équipe unifiée de l’ex-URSS |

### Poids mi-lourds, 82-90 kg
| Médaille           | Nom                | Pays                        |
| ------------------ | ------------------ | --------------------------- |
| Médaille d'or      | Maik Bullmann      | Allemagne                   |
| Médaille d'argent  | Hakkı Başar        | Turquie                     |
| Médaille de bronze | Gogui Kogouachvili | Équipe unifiée de l’ex-URSS |

### Poids lourds, 90-100 kg
| Médaille           | Nom                     | Pays                        |
| ------------------ | ----------------------- | --------------------------- |
| Médaille d'or      | Héctor Milián           | Cuba                        |
| Médaille d'argent  | Dennis Koslowski        | États-Unis                  |
| Médaille de bronze | Serguei Demiachkievitch | Équipe unifiée de l’ex-URSS |

### Poids super-lourds, 100-130 kg
| Médaille           | Nom               | Pays                        |
| ------------------ | ----------------- | --------------------------- |
| Médaille d'or      | Aleksandr Karelin | Équipe unifiée de l’ex-URSS |
| Médaille d'argent  | Tomas Johansson   | Suède                       |
| Médaille de bronze | Ioan Grigoraş     | Roumanie                    |